# Sapałówka
Sapałówka [sapaˈwufka] (tiếng Đức: Sapallen)  là một ngôi làng thuộc khu hành chính của Gmina Banie Mazurskie, thuộc quận Gołdap, Warmian-Masurian Voivodeship, ở phía bắc Ba Lan, gần biên giới với tỉnh Kaliningrad của Nga. Nó nằm khoảng 5 kilômét (3 mi) về phía đông Banie Mazurskie, 16 km (10 mi) về phía tây nam của Gołdap và 117 km (73 mi) về phía đông bắc của thủ đô khu vực Olsztyn.
Trước năm 1945, khu vực này là một phần của Đức (Đông Phổ).